# Jerónimo de Cabrera
Jerónimo de Cabrera (1580-1618), pintor español de tradición manierista, con obra en el Monasterio de El Escorial y en El Pardo, donde hizo testamento en octubre de 1618.

## Biografía
Se desconoce la fecha y lugar de su nacimiento, pero consta que en 1594 fue colocado como aprendiz por seis años en el taller de Juan de Cimbranos, un casi desconocido pintor, indicándose en el documento que era de edad de trece años. Debía de ser de baja extracción social, pues su padre, calcetero, no sabía firmar. Más adelante entró en contacto con Juan Pantoja de la Cruz, quien declaraba en su testamento (1608) que Cabrera se encontraba en su casa trabajando en una serie de cuadros para un retablo encargado por el duque de Lerma. Un año después residía en El Escorial, donde bautizó a una hija, permaneciendo en aquella localidad hasta 1613, ocupado junto con Bernardino del Agua en la restauración de los frescos del claustro y otras obras no especificadas. 
Este mismo año contrató a la baja las pinturas al fresco de las bóvedas del Cuarto del Rey y de la Reina del Palacio Real de El Pardo. Las del primer cuarto, con la Historia del rey Asuero, se han perdido; se conservan en cambio las del Cuarto de la Reina, con la Historia de Esther. La vida de la reina hebrea  se narra en nueve episodios que ocupan lo alto de la bóveda, enmarcados por la escocia, dividida a su vez en doce compartimentos triangulares, en los que se representan alegorías femeninas de las virtudes, alternando con los lunetos, en los que aparecen en tondos los doce signos del zodiaco en correspondencia con los meses del año, y las cuatro estaciones en las esquinas. El estilo de estos frescos es todavía el del siglo XVI, no advirtiéndose en ellos influencia de Pantoja de la Cruz.
En octubre de 1617 ya debían de estar terminados, pues en esa fecha escribió una relación al rey de sus servicios en la que hacía mención de ellos, junto con algunas pinturas al óleo hechas para el convento de capuchinos del Real Sitio, donde también se había ocupado de pintar de jaspe fingido el sepulcro del Cristo yacente de Gregorio Fernández. Un año más tarde hacía testamento, enfermo en cama, en el mismo Real Sitio, dejando a su viuda parte de la obra hecha en Palacio sin cobrar. Como testigo firmaba el pintor valenciano Teodosio Mingot, quien según Vicente Carducho habría colaborado con Cabrera en la ejecución de las pinturas de una «antecámara y torre» en el palacio de El Pardo.